# Atoposmia
Atoposmia is een geslacht van vliesvleugeligen uit de  familie van de behangersbijen (Megachilidae).
De wetenschappelijke naam is voor het eerst geldig gepubliceerd in 1935 door Theodore Dru Alison Cockerell; aanvankelijk werd Atoposmia voorgesteld als een ondergeslacht van Osmia Panzer.
Atoposmia komt voor in het Nearctisch gebied. De typesoort is Osmia (Atoposmia) triodonta Cockerell, 1935. Deze soort komt voor in Californië (typelocatie Mount Diablo). Er waren in 2008 achtentwintig soorten gekend.

## Soorten
- A. abjecta (Cresson, 1878)
- A. anodontura (Cockerell, 1917)
- A. anthodyta (Michener, 1943)
- A. arizonensis (Michener, 1954)
- A. beameri (Michener, 1951)
- A. copelandica (Cockerell, 1908)
- A. daleae (Michener, 1951)
- A. elongata (Michener, 1936)
- A. enceliae (Cockerell, 1935)
- A. hebitis (Michener, 1954)
- A. hemizoniae (Cockerell, 1935)
- A. hypostomalis (Michener, 1949)
- A. maryae (Michener, 1949)
- A. mirifica (Michener, 1954)
- A. namatophila (Michener, 1954)
- A. nitidivitta (Michener, 1943)
- A. oregona (Michener, 1943)
- A. panamintensis (Michener, 1943)
- A. phaceliarum (Cockerell, 1935)
- A. pycnognatha (Michener, 1943)
- A. robustula (Cockerell, 1935)
- A. rupestris (Cockerell, 1935)
- A. segregata (Michener, 1954)
- A. tequila (Peters, 1972)
- A. timberlakei (Cockerell, 1935)
- A. triodonta (Cockerell, 1935)
- A. viguierae (Cockerell, 1935)